# Шумарина
Шумарина је насељено место у саставу града Белог Манастира у Осјечко-барањској жупанији, Република Хрватска.

## Историја
До територијалне реорганизације у Хрватској налазила се у саставу старе општине Бели Манастир.

## Становништво
На попису становништва 2011. године, Шумарина је имала 486 становника.

## Попис1991.
На попису становништва 1991. године, насељено место Шумарина је имало 655 становника, следећег националног састава:
| Попис 1991.‍  | Попис 1991.‍  | Попис 1991.‍ | Попис 1991.‍ | Попис 1991.‍ |
| ------------ | ------------ | ----------- | ----------- | ----------- |
|              |              |             |             |             |
| Хрвати       | Хрвати       |             | 387         | 59,08%      |
| Срби         | Срби         |             | 113         | 17,25%      |
| Југословени  | Југословени  |             | 78          | 11,90%      |
| Мађари       | Мађари       |             | 30          | 4,58%       |
| Немци        | Немци        |             | 14          | 2,13%       |
| Словенци     | Словенци     |             | 7           | 1,06%       |
| неопредељени | неопредељени |             | 25          | 3,81%       |
| регион. опр. | регион. опр. |             | 1           | 0,15%       |
| укупно: 655  |              |             |             |             |